# Glomus deserticola
Glomus deserticola är en svampart som beskrevs av Trappe, Bloss & J.A. Menge 1984. Glomus deserticola ingår i släktet Glomus och familjen Glomeraceae.   Inga underarter finns listade i Catalogue of Life.